# Glarentza

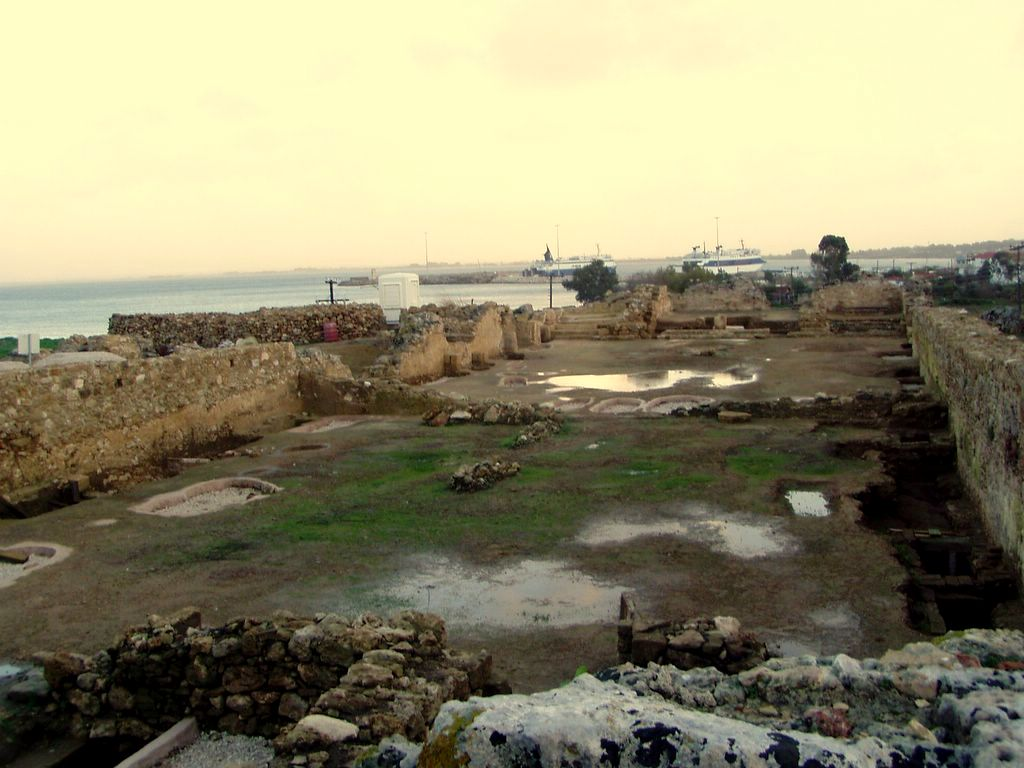
Pozostałości fortu (Kastro-Kyllini)

Glarentza (Γλαρέντζα) – średniowieczne miasto w zachodniej części Peloponezu, położone w okolicy dzisiejszego miasta Kyllini. Obecnie w ruinie.
W średniowieczu stanowiło ważny ośrodek miejski Księstwa Achai. Zostało założone w XIII wieku przez krzyżowców związanych z Cesarstwem Łacińskim, którzy opanowali Achaję i Moreę. Stąd prowadzono ożywiony handel z Italią. Miasto dlatego przyciągało kupców z Wenecji i Genui.
W 1428 roku zostało zdobyte przez bizantyjskiego władcę Morei Teodora II. Utraciło swoje znaczenie i popadło w ruinę.